# ستيف ريبلي
ستيف ريبلي (بالإنجليزية: Steve Ripley)‏ هو عازف قيثارة وملحن وموسيقي ومغني ومنتج أسطوانات أمريكي، ولد في 1950 في بويسي في الولايات المتحدة، وتوفي في 3 يناير 2019 في أوكلاهوما في الولايات المتحدة بسبب سرطان.

## وصلات خارجية
- الموقع الرسمي
- ستيف ريبلي على موقع IMDb (الإنجليزية)
- ستيف ريبلي على موقع ميوزك برينز (الإنجليزية)
- ستيف ريبلي على موقع ديسكوغز (الإنجليزية)